# Сіетл
Сіе́тл або Сіє́тл (англ. Seattle, US: [siˈæt̬.əl] ( прослухати)) — місто в штаті Вашингтон (США), морський порт.
Сіетл — найбільше місто штату Вашингтон, але не його столиця. Місце заснування багатьох відомих компаній — зокрема, наприклад Starbucks, Amazon.com, Microsoft. Одні з найбагатших людей на планеті живуть у передмісті Сіетла — Джефф Безос, засновник Amazon, і Білл Гейтс, засновник Microsoft.

## Загальний опис

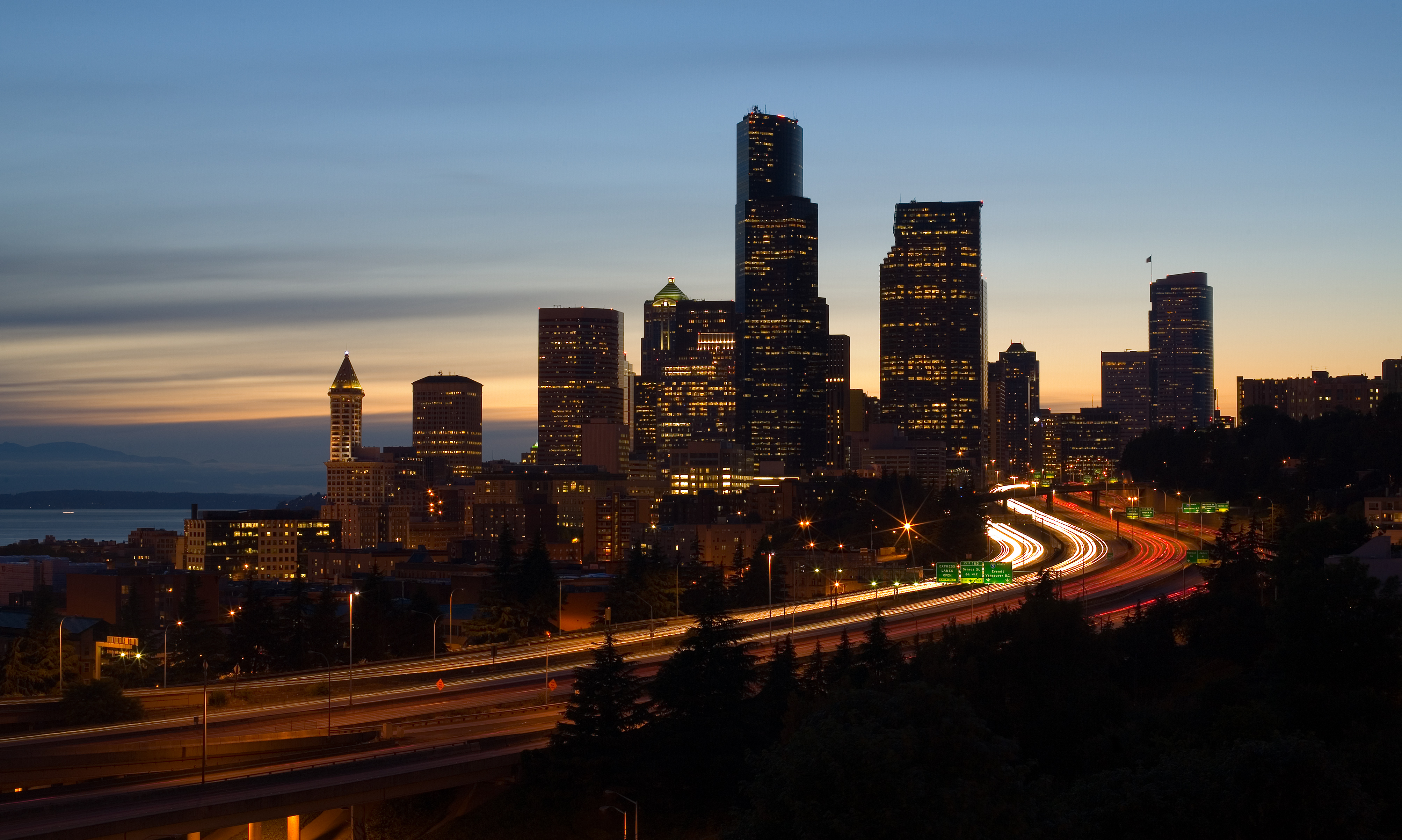
Сіетл у сутінках

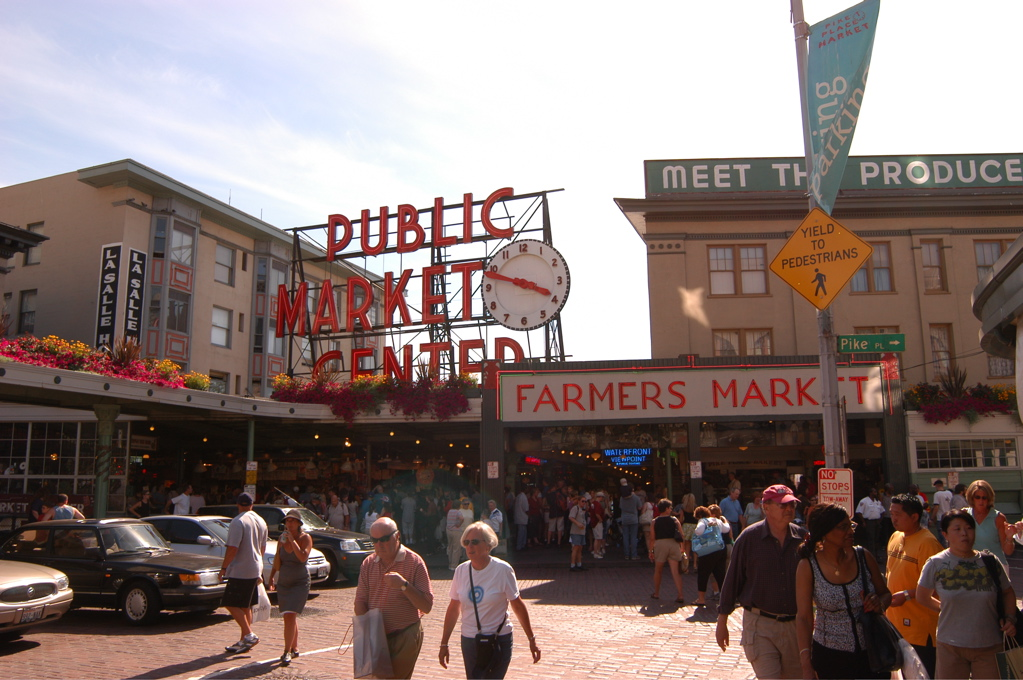
Pike Place Market — знаменитий туристський ринок на набережній Сіетла

Найбільше місто на тихоокеанському північному заході США. Місто має великий морський порт і міжнародний аеропорт Сіетл-Такома, Сіетл називають морськими й повітряними воротами в Азію і на Аляску. За обсягом контейнерних перевезень порт Сіетла займає четверте місце серед портів Північної Америки. Морський порт розташований на перешийку між П'юджет-Саунд (протока в Тихому океані) та озером Вашингтон, приблизно 100 миль (160 км) на південь від кордону з Канадою, названий на честь вождя племен дуваміш та сакваміш Сіетл. Сіетл є центром агломерації Сіетл-Такома-Белв'ю, 15-ї за величиною в Сполучених Штатах. Головний економічний, культурний та освітній центр в регіоні, Сіетл також є адміністративним центром округу Кінг. За даними Бюро перепису населення США у 2010 році місто мало площу 369,47 км², з яких 217,41 км² — суходіл та 152,06 км² — водойми.
Сіетл був заснований у 1850-ті роки на місці індіанських поселень і названий на честь їхнього вождя Сіетла (1786—1866), який підтримував політику мирного співіснування з білими поселенцями.
У місті Сіетл народився гітарист Джимі Гендрікс. У місті з'явився музичний стиль грандж та пов'язані з ним музичні групи Nirvana, Alice in Chains, Pearl Jam та Soundgarden.
1990 року в місті проводились Ігри доброї волі.

## Клімат
Сіетл має репутацію дощового міста — не так через велику кількість опадів, як через число дощових днів (у середньому, 226 хмарних днів на рік).
| Клімат Сіетла           | Клімат Сіетла | Клімат Сіетла | Клімат Сіетла | Клімат Сіетла | Клімат Сіетла | Клімат Сіетла | Клімат Сіетла | Клімат Сіетла | Клімат Сіетла | Клімат Сіетла | Клімат Сіетла | Клімат Сіетла | Клімат Сіетла |
| Показник                | Січ.          | Лют.          | Бер.          | Квіт.         | Трав.         | Черв.         | Лип.          | Серп.         | Вер.          | Жовт.         | Лист.         | Груд.         | Рік           |
| Середній максимум, °C   | 7,2           | 9,7           | 11,5          | 14,0          | 17,7          | 21,1          | 24,0          | 24,0          | 20,7          | 15,4          | 10,3          | 7,3           | 15,2          |
| Середня температура, °C | 5,6           | 6,3           | 8,1           | 10,2          | 13,3          | 16,1          | 18,7          | 18,9          | 16,3          | 11,6          | 7,4           | 4,8           | 11,4          |
| Середній мінімум, °C    | 1,8           | 3,0           | 3,6           | 5,1           | 7,9           | 11,1          | 12,9          | 13,2          | 11,1          | 7,7           | 4,5           | 2,1           | 7,0           |
| Норма опадів, мм        | 136.7         | 101.3         | 89.9          | 59.2          | 43.2          | 38.1          | 19.3          | 29.0          | 47.8          | 82.0          | 148.1         | 150.1         | 944.7         |
| ----------------------- | ------------- | ------------- | ------------- | ------------- | ------------- | ------------- | ------------- | ------------- | ------------- | ------------- | ------------- | ------------- | ------------- |
| Джерело: World Weather  |               |               |               |               |               |               |               |               |               |               |               |               |               |

## Демографія
Згідно з переписом 2010 року, у місті мешкало 608 660 осіб у 283 510 домогосподарствах у складі 121 690 родин. Густота населення становила 1647 осіб/км². Було 308516 помешкань (835/км²).
Расовий склад населення:
| - 69,5 % — білих - 13,8 % — азійців - 7,9 % — чорних або афроамериканців - 0,8 % — корінних американців - 0,4 % — вихідців з тихоокеанських островів - 2,4 % — осіб інших рас |

До двох чи більше рас належало 5,1 %. Частка іспаномовних становила 6,6 % від усіх жителів.
За віковим діапазоном населення розподілялося таким чином: 15,4 % — особи молодші 18 років, 73,8 % — особи у віці 18—64 років, 10,8 % — особи у віці 65 років та старші. Медіана віку мешканця становила 36,1 року. На 100 осіб жіночої статі у місті припадало 99,8 чоловіка; на 100 жінок у віці від 18 років та старших — 99,2 чоловіка також старших 18 років.
Середній дохід на одне домашнє господарство становив 98 271 долар США (медіана — 70 594), а середній дохід на одну сім'ю — 132 525 доларів (медіана — 102 832). Медіана доходів становила 66 712 долари для чоловіків та 53 068 доларів для жінок. За межею бідності перебувало 13,5 % осіб, у тому числі 14,1 % дітей у віці до 18 років та 13,1 % осіб у віці 65 років та старших.
Цивільне працевлаштоване населення становило 382 519 осіб. Основні галузі зайнятості: освіта, охорона здоров'я та соціальна допомога — 23,4 %, науковці, спеціалісти, менеджери — 20,2 %, роздрібна торгівля — 11,6 %, мистецтво, розваги та відпочинок — 11,5 %.

### Сексуальна орієнтація
У Сіетлі проживає доволі численна спільнота ЛГБТ людей. Згідно з дослідженням Каліфорнійського університету 2006 року, 12,9 % опитаних жителів міста назвали себе геями, лесбійками або бісексуальними. Це другий за величиною показник серед усіх великих міст США після Сан-Франциско. Великий Сіетл також посідає друге місце серед великих мегаполісів США, де 6,5 % населення ідентифікують себе як геї, лесбійки або бісексуал(к)и. За даними Бюро перепису населення США за 2012 рік, у Сіетлі найвищий відсоток одностатевих домогосподарств у США — 2,6 %, що вище, ніж у Сан-Франциско (2,5 %). Район Капітолійський пагорб історично був центром ЛГБТ-культури в Сіетлі.

## Транспорт
На відміну від більшості міст США громадський транспорт Сіетла представлений різноманітними системами. До всесвітньої виставки у 1962 році відкрилася лінія монорейки, що у 2003 році отримала статус історичної пам'ятки. Після майже 70-річної перерви, у 2007 році в місті знов відкрилася трамвайна мережа, що на 2018 рік складається з двох окремих ліній. У 2009 році запрацювала перша лінія легкого метро з підземними ділянками в центрі міста. Також в місті поширені автобусні та навіть дуже рідкісні для США тролейбусні маршрути.

## Економіка
Економіка Сіетла розвивається завдяки поєднанню старих промислових компаній та нових інтернет- та технологічних компаній, а також компаній, що надають послуги, займаються дизайном та екологічно чистими технологіями. Валовий міський продукт (GMP) міста у 2010 році становив 231 мільярд доларів, що робить його 11-м за величиною містом у США. Порт Сіетла, який також управляє міжнародним аеропортом Сіетл–Такома, є основними воротами для торгівлі з Азією та круїзів на Аляску. Він також є 8-м за величиною портом у Сполучених Штатах за місткістю контейнерів. У 2015 році його морські вантажні операції об'єдналися з портом Такома утворивши Північно-Західний морський портовий альянс.
Незважаючи на те, що Сіетл постраждав від Великої рецесії, він зберіг порівняно сильну економіку і відомий своїми стартапами, особливо у сфері зеленого будівництва та чистих технологій. У лютому 2010 року міська влада зобов'язала Сіетл стати першим «кліматично нейтральним» містом у Північній Америці, маючи на меті досягти нульових викидів парникових газів на душу населення до 2030 року.
Великі компанії продовжують домінувати в бізнес-ландшафті. Сім компаній зі списку найбільших компаній США за версією Fortune 500 у 2022 році (на основі загального доходу) мають штаб-квартири у Сіетлі: інтернет-магазин Amazon (№ 2), мережа кав'ярень Starbucks (№ 120), транспортно-експедиторська компанія Expeditors International of Washington (№ 225), універмагу Nordstrom (№ 245), компанія з виробництва лісової продукції Weyerhaeuser (№ 354), онлайн-тревел-компанія Expedia Group (№ 404) та технологічна компанія з продажу нерухомості Zillow (№ 424). Інші компанії зі списку Fortune 500, які зазвичай асоціюються з Сіетлом, розташовані в сусідніх містах Пьюджет-Саунд. Мережа складських клубів Costco (№ 11), найбільша роздрібна компанія у Вашингтоні, розташована в Іссаква. Корпорація Майкрософт (№ 14) знаходиться в Редмонді. Крім того, в Бельвю знаходиться виробник вантажівок Paccar (№ 151). Серед інших великих компаній, штаб-квартири яких розташовані в цьому районі, — Nintendo of America у Редмонді, T-Mobile US у Белв'ю та Providence Health & Services (найбільша система охорони здоров'я штату та п'ятий за величиною роботодавець) у Рентоні. Місто має репутацію міста з високим рівнем споживання кави; серед кавових компаній, заснованих або розташованих у Сіетлі, - Starbucks, Seattle's Best Coffee, і Tully'sТакож існує безліч успішних незалежних кав'ярень.
До перенесення штаб-квартири до Чикаго, а потім до округу Арлінгтон, штат Вірджинія, аерокосмічна компанія Boeing (№ 60) була найбільшою компанією, що базувалася в Сіетлі. Його найбільший підрозділ, Boeing Commercial Airplanes, досі має штаб-квартиру в регіоні Пьюджет-Саунд.  Компанія також має великі авіабудівні заводи в Еверетті та Рентоні; вона залишається найбільшим приватним роботодавцем в агломерації Сіетла. 2006 року колишній мер Сіетла Ґреґ Нікельс оголосив про бажання викликати новий економічний бум, рушійною силою якого стане індустрія біотехнологій. Здійснюється масштабна реконструкція району Саут-Лейк Юніон з метою залучення до міста нових і вже існуючих біотехнологічних компаній, до яких приєдналися біотехнологічні компанії Corixa (придбана GlaxoSmithKline), Immunex (тепер частина Amgen), Trubion і ZymoGenetics. Vulcan Inc., холдингова компанія мільярдера Пола Аллена, стоїть за більшістю девелоперських проєктів у регіоні. Дехто вбачає в новій забудові економічне благо, інші критикують компанію Nickels та міську раду Сіетла за потурання інтересам Аллена за рахунок платників податків. 2005 року Forbes визнав Сіетл найдорожчим американським містом для купівлі житла, виходячи з рівня місцевих доходів. Через стрімке зростання вартості життя в Сіетлі та штаті Вашингтон одні з найвищих мінімальних зарплат у країні- 15 доларів на годину для малих підприємств та 16 доларів для найбільших роботодавців міста.
Авіакомпанія Alaska Airlines, що має хаб у міжнародному аеропорту Сіетл-Такома, має штаб-квартиру в місті СіТак, поруч з аеропортом. Сіетл є центром глобальної охорони здоров'я зі штаб-квартирами Фонду Білла та Мелінди Гейтс, PATH (глобальна організація охорони здоров'я), Науково-дослідного інституту інфекційних захворювань, Онкологічного центру Фреда Хатчінсона та Інституту показників і оцінки здоров'я У 2015 році Вашингтонський альянс глобальної охорони здоров'я нарахував 168 організацій глобальної охорони здоров'я у штаті Вашингтон. Багато з них мають штаб-квартиру в Сіетл.

### Великі компанії, пов'язані із Сіетлом

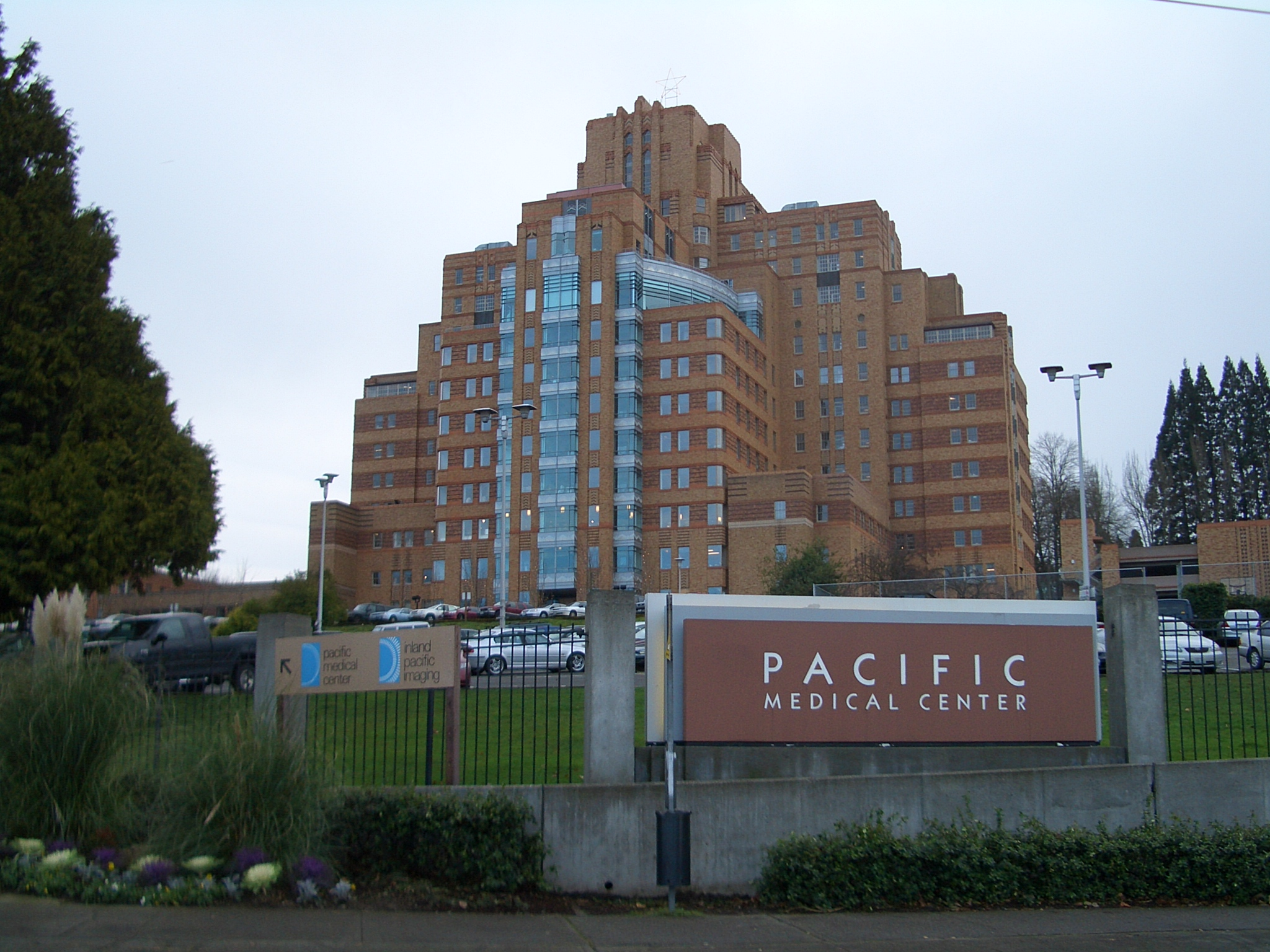
Штаб-квартира компанії Amazon (Amazon.com) в будинку Тихоокеанського Медичного Центру (PacMed)

- Boeing (заводи у Рентоні та Еверетті)
- Microsoft (штаб-квартира в Редмонді)
- Amazon.com
- Starbucks
- Alaska Airlines (в Аеропорті Сі-Так)
- Nordstrom
- Valve

## Культура
У багатьох районах Сіетла проводять один або кілька вуличних ярмарків чи парадів.

### Виконавське мистецтво
Сіетл уже багато років є регіональним центром виконавських мистецтв. Столітній Сіетлський симфонічний оркестр отримав багато нагород і виступає переважно в Benaroya Hall. Сіетлська опера та Тихоокеанський північно-західний балет, які виступають у МакКоу Холі (відкритому у 2003 році на місці колишнього Сіетлського оперного театру в Сіетл-центрі), мають порівняльну популярність, причому опера особливо відома виконанням творів Річарда Вагнера, а школи PNB (заснована в 1974 році) входить до трійки найкращих навчальних закладів з підготовки артистів балету в Сполучених Штатах Америки. Молодіжний симфонічний оркестр Сіетла (SYSO) є найбільшою симфонічною молодіжною організацією в США. Місто також може похвалитися літніми та зимовими фестивалями камерної музики, які організовує Товариство камерної музики Сіетла.
Театр на 5-й Авеню, побудований у 1926 році, ставить музичні шоу в бродвейському стилі в яких беруть участь як місцеві таланти, так і міжнародні зірки. У Сіетлі є «близько 100» театральних продюсерських компаній і понад два десятки концертних майданчиків, багато з яких пов'язані з театральною антрепризою. Сіетл, ймовірно, поступається лише Нью-Йорку за кількістю театрів на основі приватної власності. Крім того, в ратуші на 900 місць у стилі романського відродження на Першому пагорбі проводяться численні культурні заходи, особливо лекції та творчі вечори.
Між 1918 і 1951 роками вздовж Джексон-стріт, що пролягала від нинішнього Китайського кварталу/Інтернешнл округу до Центрального округу, було майже два десятки джазових нічних клубів. На джазовій сцені починали свою кар'єру Рей Чарльз, Квінсі Джонс, Бампс Блеквелл, Ернестин Андерсон та інші.
Серед ранніх популярних музичних гуртів з регіону Сіетл/П'юджет-Саунд — фольклорна група The Brothers Four, вокальна група The Fleetwoods, гаражні рокери 1960-х The Wailers і The Sonics та інструментальний серф-гурт The Ventures, деякі з яких грають і дотепер.
Сіетл вважається батьківщиною грандж-музики, звідси вийшли такі виконавці, як Nirvana, Soundgarden, Alice in Chains, Pearl Jam і Mudhoney, які досягли міжнародної популярності на початку 1990-х років. Місто також є рідним осередком для таких різноманітних митців, як авангардні джазові музиканти Білл Фріселл і Вейн Горвіц, свінговий джазовий музикант Гленн Крайцер, хіп-хоп виконавці Sir Mix-a-Lot, Macklemore, Blue Scholars і Shabazz Palaces, саксофоніст легкого джазу Кенні Джі, класичні рок-гурти Heart і Queensrÿche, а також альтернативні рок-гурти Foo Fighters, Harvey Danger, The Presidents of the United States of America, The Posies, Modest Mouse, Band of Horses, Death Cab for Cutie та Fleet Foxes. Такі рок-музиканти, як Джимі Гендрікс, Дафф Маккаган і Ніккі Сікс, провели роки свого творчого становлення в Сіетлі.
Звукозаписна компанія Sub Pop, що базується в Сіетлі, залишається одним з найвідоміших у світі лейблів незалежної/альтернативної музики. Сіетл відомий своїми концертними майданчиками, серед яких The Crocodile, Vito's та Columbia City Theater. Протягом багатьох років про Сіетл було написано безліч пісень.
У місті також є кінотеатри, де показують як голлівудські фільми, так і роботи незалежних кінематографістів. Серед них «Сінерама Сіетл» виділяється як один з трьох кінотеатрів у світі, які досі здатні показувати трипанельні фільми Сінерама.

## Міжнародні зв'язки

### Міста-побратими
- Беер-Шева, Ізраїль (1977)[66]
- Берген, Норвегія (1970)[67]
- Гаосюн, Тайвань (1991)[68]
- Гдиня, Республіка Польща (1993)[12][13][…]
- Голвей, Ірландія (1986)[69]
- Гоянія, Бразилія
- Кобе, Японія (1957)[70]
- Крайстчерч, Нова Зеландія (1981)[71]
- Лімбе, Камерун (1984)[72]
- Масатлан, Мексика[73]
- Момбаса, Кенія (1981)[74]
- Нант, Франція (1980)[75]
- Перуджа, Італія (1993)[76]
- Печ, Угорщина (1991)[77][78]
- Рейк'явік, Ісландія (1986)[79]
- Себу, Філіппіни (1991)[80]
- Сурабая, Індонезія (1991)[81][82]
- Сіануквіль, Камбоджа (1999)[83]
- Сіануквіль[d], Камбоджа
- Ташкент, Узбекистан (1973)[84]
- Теджон, Південна Корея (4 жовтня 1989)[85][86][87]
- Хайфон, В'єтнам (1996)[88]
- Чунцін, КНР (1983)[89]
- Чімботе, Перу

### Порти побратими
- Порт Кобе (яп. 神戸), Японія
- Порт Роттердама (нід. Rotterdam), Нідерланди

## Українці в Сіетлі
У місті знаходиться Асоціація українців штату Вашингтон (англ. Ukrainian Association of Washington State), що раніше також називалася Українсько-американським клубом штату Вашингтон (англ. Ukrainian American Club of Washington).
З ініціативи Українського громадського центру штату на теренах Великого Сіетла у 2012 р. започатковано радіопрограму «Українська хвиля».

## Персоналії
- Роберт Страуд (1890—1963) — американський злочинець, більш відомий як «Птахолов з Алькатраса»
- Джозефін Хатчінсон (1903—1998) — американська актриса
- Джин Смарт (* 1951) — американська акторка.

## Відомі люди, пов'язані з Сіетлом
- Брюс Лі
- Курт Кобейн
- Лейн Стейлі
- Кріс Корнелл
- Джимі Гендрікс
- Едді Веддер
- Білл Гейтс
- Пол Аллен